# ماتيوسز ليواندوفسكي
ماتيوسز ليواندوفسكي (بالبولندية: Mateusz Lewandowski)‏ (18 مارس 1993 ببوتسك في بولندا - ) هو لاعب كرة قدم بولندي في مركز الدفاع. شارك مع منتخب بولندا لكرة القدم تحت 15 سنة ومنتخب بولندا تحت 16 سنة لكرة القدم ومنتخب بولندا تحت 17 سنة لكرة القدم ومنتخب بولندا تحت 18 سنة لكرة القدم ومنتخب بولندا تحت 19 سنة لكرة القدم ومنتخب بولندا تحت 20 سنة لكرة القدم ومنتخب بولندا تحت 21 سنة لكرة القدم. أما مع النوادي، فقد لعب مع بوغون شتشين وفيسلا بوك ‏ ونادي فيرتوس إينتيلا.

## وصلات خارجية
- ماتيوسز ليواندوفسكي على موقع الاتحاد الأوربي (الإنجليزية)
- ماتيوسز ليواندوفسكي على موقع قاعدة بيانات كرة القدم.إي يو (الإنجليزية)
- ماتيوسز ليواندوفسكي على موقع Soccerway.com (الإنجليزية)
- ماتيوسز ليواندوفسكي على موقع عالم كرة القدم.نت (الإنجليزية)